# Eucyclophylla
Eucyclophylla är ett släkte av skalbaggar. Eucyclophylla ingår i familjen Melolonthidae.
Kladogram enligt Catalogue of Life:
| Eucyclophylla | \| \| Eucyclophylla flavida \| \| \| \| \| \| Eucyclophylla lata \| \| \| \| \| \| Eucyclophylla leggi \| \| \| \| \| \| Eucyclophylla namaqua \| \| \| \| |
|               | \| \| Eucyclophylla flavida \| \| \| \| \| \| Eucyclophylla lata \| \| \| \| \| \| Eucyclophylla leggi \| \| \| \| \| \| Eucyclophylla namaqua \| \| \| \| |
|               | Eucyclophylla flavida |
|               | |
|               | Eucyclophylla lata |
|               | |
|               | Eucyclophylla leggi |
|               | |
|               | Eucyclophylla namaqua |
|               | |